# Rise of the Argonauts
Rise of the Argonauts è un videogioco di ruolo sviluppato da Liquid Entertainment e pubblicato da Codemasters. Il gioco ruota attorno al mito di Giasone e i suoi Argonauti, alla ricerca del vello d'oro.

## Trama
Giasone, re di Jolco, si prepara a sposarsi con l'amata Alceme principessa di Micene. Questa, viene colpita ed uccisa da una freccia lanciata da un misterioso assassino, in seguito, il palazzo viene attaccato da dei mercenari ioniani. Giasone riesce a scacciare i mercenari e ad uccidere l'assassino. Questo prima di morire, gli rivela di fare parte dei Linguanera, una setta di assassini seguaci della Titanessa Ecate.
Giasone porta il corpo di Alceme nel tempio dove si sarebbero dovuti sposare. Qui, il protagonista apprende dai suoi protettori del vello d'oro, un artefatto magico che ha il potere di far resuscitare i morti, tuttavia, l'unico in grado di sapere dove si trovi il vello è l'oracolo di Delfi. Giasone quindi lascia il suo regno nelle mani dello zio Pelia, e si imbarca sulla nave Argo insieme ad Ercole e Medea, una strega Linguanera che si vuole redimere. La prima tappa di Giasone è a Delfi per consultare l'oracolo: qui incontra anche Pan. Il protagonista apprende dall'oracolo che per avere il vello d'oro dovrà trovare e portare al suo cospetto i discendenti di tre divinità, Ermes, Ares e Atena. Pan si unisce al gruppo, che dovrà visitare tre isole:
- Saria: - In questa isola, Giasone dovrà trovare il discendente di Ermes. Il gruppo giunge in un villaggio di centauri, decimati da attacchi di satiri e da una bestia chiamata Hep'naje. Qui incontra Atalanta, che farà loro da guida nella selva, offrendosi di aiutarli a riaccendere le erme di Ermes, per poter accedere al suo tempio. Qui Ermes dona al protagonista il potere di vedere con gli occhi del dio, rendendolo capace di vedere gli spiriti delle persone morte che non hanno ricevuto un rito funebre. Giasone così vede i genitori di Atalanta, uccisi dalle manticore quando ella era piccola. Prima di officiare il rito funebre, il gruppo scopre che Hep'naje è controllata dal centauro Nesso, che è l'ammaestratore del villaggio. Cercando prove per poterlo accusare, riescono ad uccidere la bestia e a strappargli un pezzo di pelle con il marchio di Nesso. Tornando al villaggio, vengono attaccati da Nesso, che si rivela essere un Linguanera, ma viene sconfitto ed eliminato. Con la minaccia di Hep'naje terminata, Lika, il capovillaggio accetta la richiesta di Giasone di seguirlo sulla nave, essendo un discendente di Ermes. Si unisce al gruppo anche Atalanta.
- Micene: - La città di re Licomede, padre di Alceme e discendente del dio Ares. Furioso per la perdita della figlia, si rifiuta di ascoltare Giasone e lo condanna a ritrovare il proprio onore nell'arena. Giasone accetta: combattendo prima contro molti gladiatori, poi contro l'imbattuto campione Achille, riesce a convincere il re della sua innocenza. Distrutto dal dolore, Licomede decide di abdicare e di mettere in palio il trono nell'arena stessa. Giasone viene a conoscenza di un piano per uccidere il re, ordito dai Linguanera. Ancora una volta nell'arena, il re di Iolco sconfigge ogni bestia gettatagli contro dall'organizzatore Patroclo. L'ultimo incontro è contro Docon, campione Ioniano: durante la sfida, Patroclo tenta di uccidere Licomede. Il re non si lascia sorprendere e uccide Patroclo con il Pugno di Ares (la mazza sacra scettro dei re di Micene). Nel frattempo Achille combatte assieme a Giasone contro i Linguanera. Sconfitti tutti i nemici, Licomede si riprende dalla disperazione e decide di accompagnare Giasone nel suo viaggio. Nell'accettare Giasone come genero, gli dona il Pugno di Ares. Achille, desideroso di far conoscere la propria fama al mondo intero, si unisce al gruppo per ottenere maggiore gloria.
- Citra: - Un'isola che si dice maledetta, sulla quale è presente un tempio di Atena, in cui era originariamente custodito il vello d'oro. Qui con Pan che fa da guida (essendoci già stato in precedenza), il gruppo trova la città in stato di abbandono. Gli abitanti scomparsi e al loro posto ci sono delle statue. Ad un certo punto, davanti agli Argonauti, compare una ragazza misteriosa che fa loro cenno di seguirla. Arrivati davanti al tempio, la ragazza rivela al gruppo che il villaggio è stato pietrificato per proteggerli dall'attacco dei mercenari ioniani, pietrificati anch'essi, Giasone e i suoi amici dovranno liberare dall'incantesimo gli abitanti e riaprire le porte del tempio con l'aiuto degli abitanti stessi. Una volta sconfitti tutti i soldati nemici e liberato gli abitanti, finalmente i protagonisti hanno accesso al tempio, dove apprendono la storia del vello d'oro e dove la ragazza misteriosa si rivela essere Atena stessa. Questa, dice a Giasone che dovrà affrontare Perseo: capitano della guardia del tempio, sua sorella Medusa: sacerdotessa del tempio, e Faedone: straniero che si è inserito nella struttura governativa dell'isola e l'ha corrotta. Dopo averlo affrontato davanti ai vari filosofi, si scopre che Faedone è un Linguanera, ed è il principale responsabile della sparizione del vello dal tempio. Giasone uccide Faedone, e convince Perseo a lasciarlo proseguire. Medusa era una bellissima sacerdotessa di Atena, ma incantata da Faedone, cominciò a vantarsi fino a che Atena non decise di punirla, trasformandola in una creatura enorme e gigantesca con serpenti giganteschi al posto dei capelli, rendendola pazza e ossessionata dalla bellezza della sua statua d'oro. Dopo una lunga battaglia, in cui Giasone distrugge la statua, interviene Perseo, che fa rinsavire la sorella facendole osservare la sua immagine riflessa sullo scudo, e facendola tornare umana. In seguito, Medusa accette di seguire Giasone sulla sua nave, mentre Perseo assiste gli isolani nella ricostruzione.

Con tutti e tre i discendenti degli dei, gli Argonauti tornano dall'oracolo di Delfi per poter finalmente saper dove trovare il vello, l'oracolo gli rivela che il vello si trova nel Tartaro, e che per potervi accedere è necessario il sangue dei discendenti di quattro dei. Tre di questi sono nel gruppo di Giasone, tuttavia l'oracolo è discendente di Apollo, quindi il rituale può essere compiuto.
Per poter permettere a Giasone e a soli altri due Argonauti di entrare nel Tartaro si svolge un rituale dove ogni discendente versa delle gocce del suo sangue in una pozza che racchiude le acque di quattro fiumi infernali: Lete, Acheronte, Flegetonte, e Stige. Gli Argonauti si ritrovano nel Tartaro, dove incontrano i Titani Prometeo ed Epimeteo, tenuti prigionieri e torturati da Ecate e dai suoi seguaci. Giasone li uccide su loro stessa richiesta, per poter far finire i loro tormenti. Proseguendo, incontrano anche i redivivi Faedone e Docon, che vengono sconfitti ancora una volta. Più avanti rincontrano anche Nesso, che si trova sorpreso nell'essere nel Tartaro, dato che i Linguanera gli avevano promesso il paradiso. Infine il protagonista trova finalmente il vello, protetto da un ultimo seguace di Ecate nel Tartaro: Isifiro, che si avvale di un esercito per scontrarsi con Giasone, che riesce a sopravvivere e ottenere il vello.
Ritornati a Jolco, trovano l'isola devastata dai Linguanera, con i cadaveri di molti abitanti che galleggiano nelle acque nei dintorni dell'isola; viene inoltre scoperto che lo zio di Giasone, Pelia è anch'egli un Linguanera. Dopo aver officiato il rito funebre per i suoi sudditi deceduti, Giasone organizza un piano di attacco per riconquistare il palazzo e l'intera isola. Giasone entra con Ercole ed Achille, lasciando Atalanta e Pan fuori ad occuparsi dei nemici in arrivo. Nel mentre, gli altri ospiti sono al sicuro sull'Argo e in caso di fallimento si sarebbero diretti a Micene, dove Licomede avrebbe radunato il suo esercito è attaccato i Linguanera. Dopo molti combattimenti all'interno delle sale ormai irriconoscibili del suo palazzo, Giasone raggiunge l'entrata del mausoleo, dove lascia indietro i suoi due compagni a combattere le orde di Linguanera in continuo sopraggiungere; qui affronta Skiav, un subordinato di Pelia. Sconfitto anche questo nemico, all'interno del mausoleo, Giasone affronta finalmente suo zio.
Dopo un lungo combattimento, Giasone giustizia Pelia ed usa il vello per resuscitare Alceme.
La scena finale mostra Giasone e Alceme che finalmente si sposano, in una grande cerimonia, con molti invitati e amici.

## Personaggi

### Argonauti
Giasone: giovane re partito per cercare il vello d'oro. Il capo degli Argonauti e l'unico personaggio controllato dal giocatore. Le abilità di Giasone dipenderanno da quali divinità egli sceglierà come alleati. L'intera personalità di Giasone verrà decisa dalle azioni e scelte del giocatore.
Ercole: figlio di Zeus e vecchio amico di Giasone. Conoscendo il dolore di Giasone per la perdita della moglie, si unisce all'amico in questa avventura. Data sua leggendaria forza, le armi di Ercole sono solo le sue mani nude.
Atalanta: La donna più veloce al mondo nonché l'unico membro femminile degli Argonauti. È stata allevata dai centauri e si unisce all'equipaggio di Giasone per salvare il suo popolo e vedere il mondo. Impugna un arco in combattimento.
Achille: Un grande e invincibile combattente dell'arena di Micene. Si unisce a Giasone solo per la gloria e in battaglia impugna una lancia a doppia punta.
Pan: Un vecchio e saggio satiro, che viaggia per il mondo da quasi ottocento anni. Pan è il mago del gruppo, si unisce a Giasone per poter fare da cronista.

### Altri personaggi
Re Licomede: L'orgoglioso re di Micene nonché padre di Alceme. Anni prima, il re aveva intrapreso una crociata per scacciare i Linguanera dalla Grecia, per questo inizialmente non crederà alle parole di Giasone, successivamente, avendo capitò l'innocenza del genero, salirà sull'Argo.
Dedalo: Ex-fabbro dell'arena di Micene, si unisce poi a Giasone e i suoi Argonauti.
Medea: Ex-strega Linguanera seguace di Ecate, decide di aiutare Giasone seguendolo, consigliandolo (essendo già stata Linguanera) e aiutandolo con la sua magia. È doppiata nella versione originale da Piera Coppola.
Medusa: Profetessa di Atena sull'isola di Citra, all'inizio era una bellissima ragazza, ma adulata da Faedone, cominciò a ritenersi persino superiore di bellezza alla dea. Atena decise di punirla trasformandola in un orribile creatura. Dopo con l'incontro con Giasone, riprende le sue sembianze e decide di seguirlo.
Lika: Capotribù del villaggio dei centauri sull'isola di Saria nonché padre adottivo di Atalanta.
Argo: Costruttore della sua omonima nave, la governerà fino all'ultima isola, dopodiché verrà ucciso da uno dei seguaci di Ecate, e il suo posto preso da Dedalo.
Capitano Idas: Capitano della guardia iolcana e guerriero molto abile, si ritira all'inizio della storia dopo l'attacco.
Isifiro: Il guardiano finale del vello d'oro e il più forte dei linguanera del Tartaro.

## Accoglienza
| Testata         | Versione | Giudizio |
| --------------- | -------- | -------- |
| Play Generation | PS3      | 69/100   |

La rivista Play Generation diede alla versione per PlayStation 3 un punteggio di 69/100, apprezzando il sistema di combattimento definendolo "interessante" e l'ambientazione di per sé affascinante. Come contro vennero considerati i dialoghi lunghi e noiosi, i problemi grafici e nel complesso il poco divertimento offerto, finendo per trovarlo un titolo dove paradossalmente i suoi buoni propositi erano i suoi problemi peggiori e dove ciò che doveva essere di spessore finiva per annoiare.